# Ischnocnema spanios
Ischnocnema spanios är en groddjursart som först beskrevs av Heyer 1985.  Ischnocnema spanios ingår i släktet Ischnocnema och familjen Brachycephalidae. IUCN kategoriserar arten globalt som otillräckligt studerad. Inga underarter finns listade i Catalogue of Life.